# Strasburg (Missouri)
Strasburg és una població dels Estats Units a l'estat de Missouri. Segons el cens del 2000 tenia 136 habitants.

## Demografia
Segons el cens del 2000, Strasburg tenia 136 habitants, 51 habitatges, i 34 famílies. La densitat de població era de 238,7 habitants per km².
Dels 51 habitatges en un 33,3% hi vivien nens de menys de 18 anys, en un 54,9% hi vivien parelles casades, en un 5,9% dones solteres, i en un 31,4% no eren unitats familiars. En el 23,5% dels habitatges hi vivien persones soles el 15,7% de les quals corresponia a persones de 65 anys o més que vivien soles. El nombre mitjà de persones vivint en cada habitatge era de 2,67 i el nombre mitjà de persones que vivien en cada família era de 3,23.
Per edats la població es repartia de la següent manera: un 34,6% tenia menys de 18 anys, un 8,1% entre 18 i 24, un 26,5% entre 25 i 44, un 14% de 45 a 60 i un 16,9% 65 anys o més.
L'edat mediana era de 32 anys. Per cada 100 dones de 18 o més anys hi havia 111,9 homes.
La renda mediana per habitatge era de 30.417 $ i la renda mediana per família de 31.875 $. Els homes tenien una renda mediana de 31.250 $ mentre que les dones 17.500 $. La renda per capita de la població era de 10.655 $. Entorn del 20% de les famílies i el 30,1% de la població estaven per davall del llindar de pobresa.

## Poblacions més properes
El següent diagrama mostra les poblacions més properes.